# Eleccions legislatives hongareses de 1944
Les Eleccions legislatives hongareses de 1944 es van celebrar al novembre per escollir als nous 498 membres de la Dieta d'Hongria. Els candidats van ser triats en assemblees públiques a 45 poblacions que estaven sota el control de l'Exèrcit Roig. Una quantitat addicional de 160 diputats van ser elegits en territoris alliberats entre el 2 d'abril i el 24 de juny de 1945.
El Partit Comunista Hongarès va guanyar 89 dels 230 escons, augmentant a 166 dels 498 escons després de les eleccions de 1945. L'Assemblea es va convocar per primera vegada a Debrecen entre el 21 i 22 de desembre de 1944, establint un nou govern i declarant la guerra a l'Alemanya Nazi. La seva segona convocatòria es va realitzar a Budapest el setembre del 1945, establint noves eleccions parlamentàries i van aprovar una nova legislació sobre la redistribució del territori nacional.

## Resultats
|                       |                                          |           |           |           |           |
| Partit                | Partit                                   | Escons    | Escons    | Escons    | Escons    |
| Partit                | Partit                                   | Nov. 1944 | Abr. 1945 | Juny 1945 | Total     |
|                       | Partit Comunista Hongarès                | 89        | 36        | 41        | 166 / 498 |
|                       | Partit Socialdemòcrata d'Hongria         | 42        | 38        | 45        | 125 / 498 |
|                       | Partit Independent de Petits Propietaris | 57        | 16        | 51        | 124 / 498 |
|                       | Partit Nacional Camperol                 | 16        | 6         | 20        | 42 / 498  |
|                       | Partit Cívic Democràtic                  | 12        | 6         | 3         | 21 / 498  |
|                       | Candidats Independents                   | 14        | 6         | 0         | 20 / 498  |
| Total                 | Total                                    | 230       | 108       | 160       | 498       |
| Font: Nohlen & Stöver |                                          |           |           |           |           |